# Ernest Martin
Pour les articles homonymes, voir Martin.
Jean-Joseph Ernest Martin, né le 19 mars 1833 à Clermont-l'Hérault et mort le 22 octobre 1897 à Lodève, est un ancien officier de marine devenu historien. 

## Biographie
Issu d'une famille noble de drapiers clermontais, il est le fils aîné de Paul Martin et d'Olympe Delpon.
Il perdit son père, l'année même de sa naissance et sa mère à l'âge de 10 ans.
D'abord aspirant de marine (1851), puis enseigne de vaisseau (1853), Ernest Martin démissionna en 1860 pour se consacrer avec passion à l'histoire de sa région natale. 
Il laisse plusieurs livres, dont sa monumentale Histoire de la ville de Lodève, ouvrage posthume, achevé et publié en 1900 à Montpellier par Louise Guiraud, historienne spécialisée dans l'art et l'archéologie. Cet ouvrage a été réédité en 1996 à Nîmes (Lacour édit., Collection Rediviva).

## Principales publications
- Chronique et généalogie des Guillem seigneurs de Clermont diocèse de Lodève et des diverses branches de leur famille. Marseille : Barlatier et Barthelet, 1892, 235 p.
- Histoire de la ville de Lodève depuis ses origines jusqu’à la Révolution. Tome Ier  : Des origines aux guerres de religion. Montpellier : Imprimerie Serre et Roumegous, 1900, 393 p.
- Histoire de la ville de Lodève depuis ses origines jusqu’à la Révolution. Tome II  : Des guerres de religion à la Révolution. Montpellier : Imprimerie Serre et Roumegous, 1900, 503 p.
- Cartulaire de la ville de Lodève dressé d'après des documents inédits pour servir de preuves à  l'histoire de la ville de Lodève, depuis ses origines jusqu’à la Révolution. Montpellier, Imprimerie Serre et Roumégous, 1900, 494 p.